# Руска болница (Солун)
Руската болница (на гръцки: Ρωσικό Νοσοκομείο) е историческа постройка в град Солун, Гърция. Сградата е построена в 1910 година като болница. В 1983 година е обявена за паметник на културата. В нея се помещава Историческият архив на Македония.

## Местоположение
Сградата е разположена на улица „Александрос Папанастасиу“ № 21 в Пиргите.

## История
През юни 1907 година с императорски указ е обявено изграждането на Руска болница в османския Солун. Сградата е построена в район, в който има две други болници, гръцката Теагенио и еврейската Хирш. Процесът на изграждането на Руската болница всъщност започва в 1904 година, когато парцелът е закупен от Николаос Хадзилазару, представител на руското правителство. През декември 1907 година, по случай именния ден на цар Николай ΙΙ, е положен основният камък, а на 31 януари 1910 година се състои церемонията по откриването. Плановете на болницата са на архитект С. Серкисов.
В доклад на Н. Кириазидис болницата е описана като „двуетажна сграда, включваща 16 легла в операционна зала, микробиологична лаборатория и химия, отоплява се с парно с топла вода, искрящо чиста и отговаряща на всички хигиенни изисквания“. По време на Първата световна война е управлявана от руски лекари под наблюдението на здравната служба на Френската армия.
След Октомврийската революция в Русия сградата е изоставена и е заета от гръцки бежанци от Русия. В 1925 година там се помещава Обществената клиника по акушерство и гинекология, която остава там до 1975 година.
Сградата отново е изоставена в средата на 70-те години. В 1983 година е класифицирана като паметник на културата, а в 1984 година е предоставена от Ефорията за публичната собственост за настаняване на Историческия архив на Македония и започват предварителните работи за нейното възстановяване. Възстановяването завършва през 1994 година.

## Архитектура
Екстериорът на сградата е внушителен, особено фасадата: шест симетрични големи полуколони с коринтски капители, архитрав със спираловидни релефни украшения и монументално мраморно стълбище, което води до сложния вход на първия етаж. С откриването на улица „Александрос Папанастасиу“ първото мраморно стълбище, водещо към повдигнатия двор, е загубено, както и оградата заедно с няколко бора в двора. Вместо това днес има висока парапетна стена, която по същество скрива сградата от минаващите по улицата.